# 贝森塔尔
贝森塔尔是德国石勒苏益格－荷尔斯泰因州的一个市镇。总面积12.65平方公里，总人口77人，其中男性44人，女性33人（2011年12月31日），人口密度6人/平方公里。